# Ma' Rosa
Ma 'Rosa es una película dramática filipina de  2016 dirigida por Brillante Mendoza. Fue seleccionada para competir por la Palma de Oro en el Festival de Cine de Cannes 2016 . En Cannes, Jaclyn José ganó el premio a la Mejor Actriz . Fue seleccionada como la película filipina para la Mejor Película de Lengua Extranjera en los 89 Premios de la Academia, pero no fue nominada.

## Sinopsis
En Filipinas, Rosa y su familia viven en un barrio pobre de Manila, y se dedican a la venta de 'cristal' para sobrevivir en una zona en la que el alcohol y las drogas son el principal alimento de la desesperación.

## Reparto
- Jaclyn Jose como Rosa.
- Julio Díaz como Néstor.
- Baron Geisler como Sumpay.
- Jomari Ángeles como Erwin.
- Neil Ryan Sese como Olivarez.
- Mercedes Cabral como Linda.
- Andi Eigenmann como Raquel.
- Mark Anthony Fernández como Castor.
- Félix Roco como Jackson.
- Mon Confiado como Sánchez.
- María Isabel López como Tilde.

## Reconocimiento
- 2016: Festival de Cannes: Mejor actriz (Jaclyn José)
- 2016: Festival de Gijón: Mejor director
- 2016: Satellite Awards: Nominada a Mejor película de habla no inglesa